# Copa Aerosur 2005
La Copa Aerosur de 2005 fue la 3ª versión del torneo amistoso de carácter anual que organizaba esta línea aérea boliviana. Se jugó en tres ciudades, La Paz, Cochabamba y Santa Cruz de la Sierra con la participación de los 12 equipos de la Liga Boliviana.

## Semifinales
| Equipo 1          | Agr. | Equipo 2          | Ida | Vuelta |
| ----------------- | ---- | ----------------- | --- | ------ |
| Oriente Petrolero | 5–1  | Destroyers        | 3–1 | 2–0    |
| Bolívar           | 4–0  | Jorge Wilstermann | 2–0 | 2–1    |

## Final
| Equipo 1          | Agr. | Equipo 2     | Ida | Vuelta |
| ----------------- | ---- | ------------ | --- | ------ |
| Oriente Petrolero | 5–5  | Club Bolívar | 4–0 | 1–5    |

| Campeón 2006 Oriente Petrolero Segundo Título |

- Regla: Valor doble del gol visitante.